# Dionizije Aleksandrijski
Sv. Dionizije iz Aleksandrije, poznat kao "Veliki", bio je 14. papa Aleksandrije i patrijarh sv. Stolice Sv. Marka od 28. prosinca 248. do svoje smrti 22. ožujka 264. 

## Pregled
Najpoznatije informacije o njemu potječu iz sačuvane Dionizijeve prepiske. Do danas je preživjelo samo jedno izvorno pismo; preostala pisma su pronađena u djelima Euzebija. Dionizije, nazvan "Veliki" kako su ga vidjeli i doživjeli Euzebije, sv. Bazilije kao i još nekoliko suvremenika, bio je okarakteriziran u katoličkoj enciklopediji kao "nakon sv. Ciprijana, nesumnjivo najznačajnijeg biskupa iz trećeg stoljeća ... poput Sv. Ciprijana, ništa manje vrstan teolog nego što je bio veliki crkveni upravitelj."

## Rani život
Dionizije je rođen bogatoj poganskoj obitelji negdje krajem 2. ili početkom 3. stoljeća. Proveo je većinu svog života čitajući knjige i pažljivo proučavajući tradicije heretika. Preobratio se na kršćanstvo u zrelo doba života i vodio raspravu o svom iskustvu obraćenja s Filemonom, prezbiterom pape Sikstom II. Dionizje se preobratio na kršćanstvo nakon ukazanja u kojem mu je zapovjeđeno da snažno proučava herezu koja se suočava s kršćanskom crkvom da bi ih mogao opovrgnuti doktrinarnim učenjem. Nakon obraćenja, pridružio se katehetskoj školi u Aleksandriji i bio je učenik Origena i pape Herakla. Na kraju je postao vođa škole i prezbiter kršćanske crkve, naslijedivši papu Herakla 231. godine. Kasnije, nakon smrti pape Herakla, je postao papa koptske pravoslavne Crkve Aleksandrije i patrijarh sv. Trona sv. Marka 248. godine.

## Služba biskupa Aleksandrije
Za Dionizija bi se prije moglo reći da je bio vrstan i sposoban upravitelj nego što je bio veliki teolog, iako mu, prema informacijama o njegovu radu kao biskupu Aleksandrije koje se nalaze u njegovoj prepisci s drugim biskupima i svećenicima kršćanske crkve iz trećeg stoljeća, ne umanjuju vrijednost kao teologa, dapače, u njima se Dionizije nedvojbeno pokazao kao veliki poznavalac i tumač teologije jer su njegove rasprave uključivale značajna tumačenja evanđelja po Luki, evanđelja po Ivanu i knjige Otkrivenja.

Tijekom 249. godine u Aleksandriji dogodio veliki progon po naređenju rimskog cara Decija (249. – 251.) poznatoj i kao sedmi progon, koji su za njega izvršile poganske razbojničke skupine, pa su stotine kršćana bili napadnuti, kamenovani; njihove kuće i crkve spaljene ili srušene a sve zbog odbijanja da opovrgnu svoju vjeru. Dionizije je uspio preživjeti ovaj progon, kao i građanski rat koji je uslijedio.

U siječnju 250. car Decije ide korak dalje pa izdaje uredbu o pravnom progonu, naređujući svima u Rimskom Carstvu (osim židovskih patriota) da prinesu žrtvu rimskim bogovima za dobrobit cara. Iz straha od progona, mnogi su kršćani zanijekali svoju vjeru nudeći dokaz kako su prinijeli pogansku žrtvu, dok su drugi pokušavali doći do lažnih dokumenta kojima bi dokazali prinošenje žrtve. Ostali koji su odbili prinositi žrtvu, suočili su se s javnim ismijavanjem i zlostavljanjem, kako u svojoj obitelji, tako i među prijateljima, pa su bili prisiljeni na bijeg, a ako bi bili pronađeni živi, vlasti bi ih izložile brutalnom mučenju i pogubljenju. Tako su mnogi pobjegli iz grada u pustinju, gdje ih je najviše stradalo zbog izloženosti vrućini, gladi, žeđi ili napadima razbojnika ili divljih životinja.

Samog Dionizija je progonio župnik Sabinije, koji je poslao ubojicu da ga ubije čim ga ugleda. Dionizije je proveo tri dana skrivajući se, a onda, na četvrtu noć nakon objave Decijevog dekreta, sa svojim slugama i drugom lojalnom braćom odlučio se na pokret. Nakon nemilog susreta s grupom vojnika, imao je sreće pa je uspio pobjeći s dvojicom svojih sljedbenika, s kojima je nakon nekoliko dana bijega napravio stanište u Libijskoj pustinji, gdje je ostao sve do kraja progona sljedeće godine.

Po povratku u Aleksandriju, podržao je rimskog papu Kornelija (251. – 253.) u kontroverzi od 251., kada je Novacijan, učeni prezbiter Crkve u Rimu, postavio šizmatičku crkvu s rigoroznim položajem na preispitivanje svih onih kršćana koji su apostasirali tijekom Decijevog progona. Nasuprot Novanijevom učenju, Dionizije je naložio da se euharistija ne smije odbiti nikome tko ju je zamolio u trenutku smrti, pa čak ni onima koji su prethodno posrnuli u vjeri.

Godine 252. epidemija kuge je opustošila Aleksandriju i Dionizije je, zajedno s drugim svećenicima i đakonima, preuzeo na sebe pomoć bolesnim i umirućim. Progoni su malo popopustili za vrijeme vladavine rimskog cara Trebonijana Gala (251. – 253.). Kad je Gal preuzeo carstvo, oslobodio je sve vjernike koji su bili u zatvoru i vratio sve one koji su bili u izgnanstvu. Gal je Dioniziju i ostalim biskupima poslao pismo u kojem ih je uvjeravao u njihovu sigurnost prilikom otvaranja crkava.
 Međutim, nakon smrti cara Gala 253. godine, progoni su obnovljeni pod vladavinom njegovog nasljednika, cara Valerijana (253. – 260.). Valerijan je 258. godine, donio okrutan edikt, s ciljem progona kršćana. Naredio je, da se biskupi, svećenici i đakoni, ubiju odmah na licu mjesta. Senatorima, koji su bili kršćani, dao je oduzeti imovinu i osudio ih na smrt. Ostale kršćane je osudio na prisilni rad. U progonima su stradali papa Siksto II., Sveti Ciprijan Kartaški, sv. Lovro i mnogi drugi kršćani.

## Proročka egzegeza
Otprilike 255. godine pojavio se spor oko milenijalističkih stavova podučavanih u "Opovrgavanju alegorista" koje je napisao Nepos, biskup u Egiptu, a koji je inzistirao na tumačenju knjige Otkrivenja doslovno kako je napisana: "tisućljeće tjelesnog luksuza" na zemlji. Budući da ga je podučavao Origen, Dionizije je uspio kroz usmene i pismene napore provjeriti to egipatsko oživljavanje milenijalizma, a posebno u svome djelu "Obećanje". 
Ponudio je neke kritične temelje za odbacivanje Knjige Otkrivenja, kao što je navodna razlika u stilu i dikciji i Ivanovom evanđelju i poslanicama. Dionizijeva je glavna pozicija bila tvrditi da knjigu Otkrivenja nije napisao Ivan: "Nisam se mogao izložiti opasnosti da odbacim knjigu, jer su se mnoga braća odnosila prama njoj s velikim poštovanjem", ali je, ipak, pripisao drugom Ivanu da ju je napisao - nekom "svetom i nadahnutom čovjeku" - ali ne apostolu Ivanu.

Njegov je utjecaj bio jako izražajan tijekom kasnijih godina u pogledu kanonizma Apokalipse, uzrokujući mnogo rasprava u crkvi, i, posljedično, zadržavajući se na Istoku sljedećih nekoliko stoljeća. Tako to je postalo razlogom da su se neke vođe počele povlačiti iz milenijalizma u točno onolikoj mjeri u kolikoj je filozofska teologija postajala utjecajnija.

## Smrt i štovanje
Papa Dionizije je sjedio na prijestolju sv. Marka punih 16 godina i otišao u miru. Tijekom svoga službovanja ostao je nepokolebljiv u obavljanju svoje svete dužnosti širenja evanđelja i preobraćanja pogana i drugih nekšćana na kršćansku vjeru, a odlazi u vrijeme vladavine rimskog cara Postuma (260. – 269.) 22. ožujka (12. dan mjeseca Koiaka prema koptskom kalendaru) 264. AD. Pokopan je u Crkvi od Pećine u Aleksandriji.

Štuje se u Koptskoj pravoslavnoj Crkvi 17. studenoga (7. dan mjeseca Hatora prema koptskom kalendaru zabilježenom u sinaksarionu).

## Ostavština
Sv. Bazilije piše papi Damazu, govoreći o pomoći koju je poslao papa sv. Dionizije crkvi u Cezareji. Ovu prepisku citira blaženi papa Pio IX. u enciklici "Praedecessores Nostros": lat.: naši prethodnici (Naprijed pomoć za Irsku) od 25. ožujka 1847.

## Vanjske poveznice
- Sinaksarion koptske Crkve
- Khaled Gamelyan The Coptic Encyclopedia,opensource
- Djela Dionizije Aleksandrijski na Projekt Gutenbergu
- Google Books Radovi Gregory Thaumaturgus: Dionizije i Ahilije,archive.org
- Pisma Dionizija od Aleksandrije papi Stjepanu (tertullian.org)
- Bishop of Alexandria, Saint Dionysius, "St. Dionysius of Alexandria Letters and Treatises", edited by Charles Lett Feltoe, The MacMillin Company, London, 1918

| Koptski pape Aleksandrije         | Koptski pape Aleksandrije       | Koptski pape Aleksandrije        |
| --------------------------------- | ------------------------------- | -------------------------------- |
| prethodnik Heraklo Aleksandrijski | Aleksandrijski pape 248. - 264. | nasljednik Maksim Aleksandrijski |